# Julen med sin glada sång
Julen med sin glada sång är en psalm med text och musik skriven 1916 av Lewi Pethrus.

## Publicerad i
- Julens vackra sånger 1, 1968, som nr 1
- Segertoner 1988 som nr 444 under rubriken "Ur kyrkoåret - Jul"